# Mungos mungo
La mangosta rayada (Mungos mungo) es una especie de mamífero carnívoro que habita en la región central y oriente de África.

## Descripción
La mangosta rayada es una mangosta robusta, con una cabeza grande, orejas pequeñas, miembros cortos y musculosos, y la cola larga, casi alcanza la longitud del resto del cuerpo. Los individuos de zonas húmedas son más largos y obscuros que los animales que habitan áreas secas. El abdomen es más alto y redondeado que la región pectoral. El pelo es áspero y de color marrón grisáceo y su espalda está surcada por algunas franjas gris obscuro.

## Distribución y hábitat
La mangosta rayada vive en las sabanas, bosque abiertos y praderas, especialmente, cerca a los cuerpos de agua, pero también en áreas de arbustos espinosos. La especie es común en áreas con abundancia de montículos de termitas, estas le sirven de casa y alimento. Se encuentra en grandes áreas de África del este y el sur de África central. Existen algunas poblaciones en las sabanas al norte de África occidental.
El desarrollo de la agricultura en el continente tiene una influencia positiva para el incremento de la población de la especie. Los cultivos constituyen una fuente de alimento adicional.

## Comportamiento social

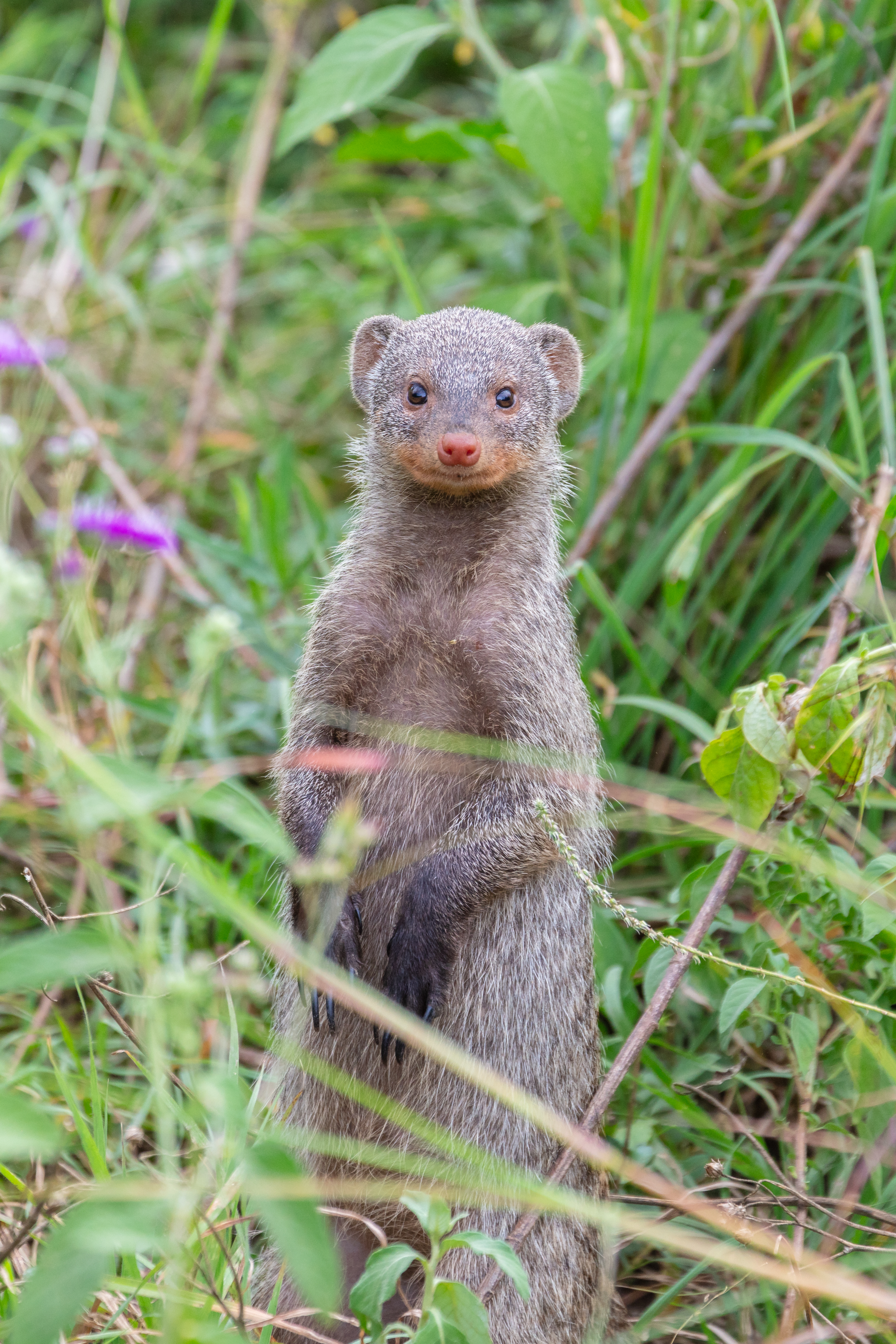
Mangosta rayada en el parque nacional de Tarangire, Tanzania.

Esta mangosta vive en grupos mixtos de 7-40 individuos (promedio de 20). Los grupos duermen juntos durante la noche en madrigueras, montículos abandonados de termitas; cambian de residencia con frecuencia, cada 2-3 días. La especie es inusual entre los vertebrados cooperativos, debido a que la mayoría de las hembras se reproducen en la temporada de apareamiento. Todas las hembras adultas entran en celo alrededor del día décimo después de dar a luz, y son vigiladas y preñadas por 1-3 machos dominantes. La gestación es de 60–70 días. Alrededor del 70% de las hembras adultas del grupo llegan a término y paren las crías juntas en guaridas subterráneas. En la mayoría de temporadas de cría, las hembras dan a luz el exactamente el mismo día. Cada hembra tiene entre 2-5 cachorros, con un promedio por camada de cuatro. Las crías permanecen en las guaridas subterráneas, durante las primeras cuatro semanas de vida, tiempo durante el cual son protegidas por nodrizas en la guarida, mientras el resto de la manada consigue alimento. Luego de las cuatro semanas los jóvenes se incorporan al grupo de forrajeo. Cada cachorro el vigilado por un adulto escolta que le enseña a conseguir comida y protegerse de los depredadores. Las crías se hacen nutricionalmente independientes a los tres meses de edad.
Cuando no existe un refugio disponible y son acosados por depredadores como el licaón (Lycaon pictus), el grupo forma una masa compacta en la cual se tienden unos sobre otros con la cabeza dirigida hacia afuera y arriba.

### Dispersión
Cuando el número de integrantes del grupo es demasiado grande algunas hembras adultas son obligadas a abandonar el grupo. Son desterradas por las hembras más viejas y algunas veces por los machos. Cuando estas hembras dispersas encuentran con grupos similares de hembras, pueden asociarse para conformar un nuevo grupo.

### Relaciones intergrupales
Las relaciones entre grupos son violentas y con frecuencia hay muertos y heridos durante los enfrentamientos entre grupos. A pesar de ello, las hembras pueden aparearse con machos de grupos rivales a la mitad de una batalla.
En algunas zonas (por ejemplo en Kenia), las mangostas rayadas se le ha observado en estrecha relación con los babuinos. Estos consiguen alimento juntos y probablemente les brinde más seguridad puesto que existen más ojos vigilantes de posibles depredadores. Las mangostas son manipuladas por babuinos de todas las edades y no muestran temor al contacto con estos.
Se les ha observado también removiendo garrapatas y otros parásitos de jabalíes en Kenia y Uganda. Las mangostas obtienen alimento, mientras los jabalíes son desparasitados.

## Dieta

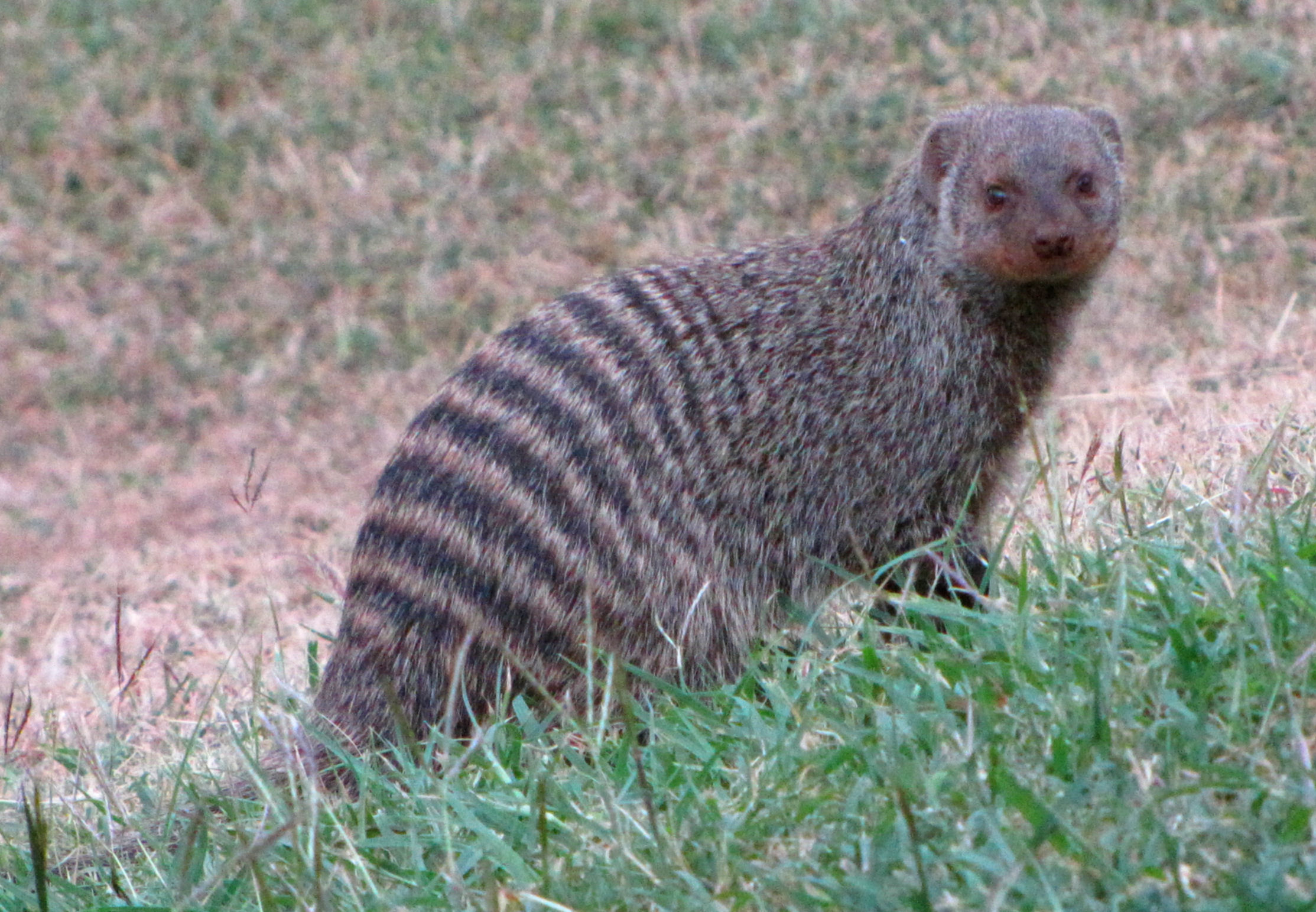
Mangosta rayada en el lago Manyara, Tanzania.

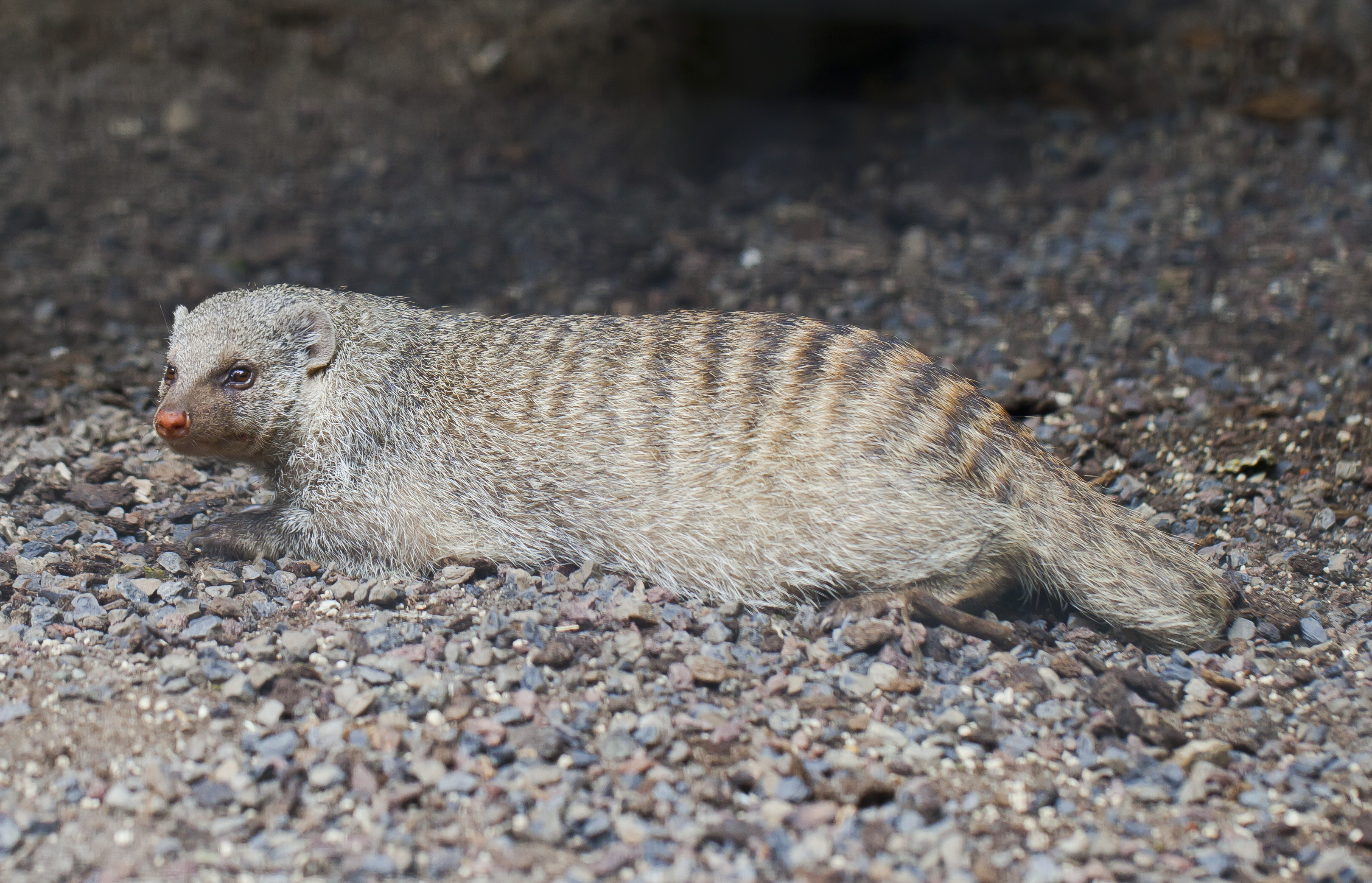
Ejemplar en cautiverio.

La dieta de la mangosta rayada se basa en invertebrados, incluyendo insectos (termitas y larvas de escarabajos), ciempiés, lagartos, serpientes, ranas y en ocasiones ratones. Encuentran la mayor parte de su alimento excavando con sus fuertes garras. Algunas veces comen raíces y frutos. Uno de sus pasabocas favoritos son los huevos de ave.